# Robert Ranulph Marett
Robert Ranulph Marett (* 13. Juni 1866 in Saint Brélade auf Jersey; † 18. Februar 1943 in Oxford) war ein britischer Philosoph, Ethnologe, Volkskundler und Religionswissenschaftler.

## Leben
Maretts Eltern waren der erfolgreiche Jurist und spätere Statthalter von Jersey Sir Robert Pipon Marett und seine Ehefrau Julia Anne Marett. Er besuchte die Schule auf Jersey und studierte dann am Balliol College in Oxford klassische Sprachen und Philosophie. Auf Reisen durch Frankreich, Italien, Deutschland und die Schweiz erlernte er Deutsch und Italienisch und verbesserte seine Französischkenntnisse. In Berlin studierte er später an der Humboldt-Universität Philosophie und arbeitete ein Jahr in Rom als Tutor.
1891 wurde er Fellow und Lecturer für Philosophie am Exeter College in Oxford, wo er auch ab 1928 Rektor war. Seine persönlichen Interessen führten ihn immer weiter in die Ethnologie, und 1893 gewann er den alle drei Jahre verliehenen Green Moral Philosophy Prize zum vorgegebenen Thema The Ethics of Savage Races. Einer der Juroren war Edward Tylor, mit dem Marett von da an trotz unterschiedlicher Anschauungen jahrelang zusammenarbeitete.
Marett, dessen wissenschaftliche Laufbahn sehr geradlinig verlief, wurde 1893 Tutor für Philosophie. 1899 hielt er auf dem Jahrestag der Anthropologischen Sektion der British Association einen Aufsehen erregenden Vortrag über Preanimistic Religion, der als Herausforderung von Tylors Animismus-Theorie verstanden werden musste. Von da an war Marett als Begründer des Präanimismus eine feste Größe in der wissenschaftlichen Diskussion um die Anfänge der Religion.
1910 wurde Marett Edward Tylors Nachfolger als University Reader in Social Anthropology. Bis 1936 blieb er in dieser Position. 1931 wurde er zum Mitglied (Fellow) der British Academy gewählt. Seine zahlreichen Schriften sind hauptsächlich veröffentlichte Vorträge, die er anlässlich einer Vielzahl von Ehrungen hielt, die ihm zuteilwurden. Zugleich zeigen diese zahlreichen Ehrungen, zu denen auch zwei Ehrendoktortitel kamen, dass Marett seinen Ansatz nur noch erweiterte und verfeinerte, aber nicht mehr innovativ tätig war.
Marett war ein international anerkannter Gelehrter, der viele persönliche Kontakte zu Kollegen unterhielt. Er war seit 1898 verheiratet mit Nora Kirk und wurde Vater von vier Kindern.

## Werk und Wirkung
Marett spielte in der Religionsethnologie eine große Rolle, er gehörte bis zum Ersten Weltkrieg zu den am häufigsten zitierten Religionswissenschaftlern. Auf Marett wurde in der gesamten westlichen Religionswissenschaft, Ethnologie, Soziologie und Volkskunde Bezug genommen. Sein Werk stellt in der Religionswissenschaft eine wichtige Wegmarke vom Evolutionismus zum Funktionalismus und von einer intellektualistischen Individualpsychologie zu einer affektiv orientierten Sozialpsychologie dar. In diesem sozialpsychologischen Bemühen zeigt er sich stark vom englischen Psychologen William McDougall, dem einzigen Schüler Franz Brentanos im anglo-amerikanischen Raum, beeinflusst.
Maretts Religionsethnologie ist geprägt von einer an Darwin orientierten naturalistischen und evolutionistischen Anthropologie. Dabei unterscheidet er das biologische Prinzip der Evolution vom philosophischen Fortschrittsbegriff und er setzt indigene Völker (damals noch „Wilde“ genannt) nicht mit prähistorischen Gruppen gleich, wie es zu seiner Zeit üblich war. Er geht von traditionalistischen und kollektivistischen Gesellschaften in Bezug auf indigene Völker aus.
In der Religionswissenschaft kritisierte Marett herkömmliche Religionstheorien wie die von Edward Tylors Animismus als Ursprungsreligion, denn diese berücksichtige nicht elementar-religiöse Phänomene wie Ehrfurcht vor Tieren, Blut oder vor unpersönlichen Kräften wie Gewitter. An James Frazer kritisierte Marett, dass dieser auf der Grundlage einer veralteten Psychologie intellektualistische Spekulationen über die Anfänge der Religion anstelle, und dass er Religion und Magie trenne, obwohl beide einen Komplex bildeten. An Émile Durkheim kritisierte Marett den sozialen Determinismus und die Annahme von sozialer Homogenität und Integration.
Maretts eigene Religionstheorie stellt einen Übergang vom Evolutionismus zum Funktionalismus dar. Nach Marett gibt es zwei unterschiedliche Dimensionen menschlicher Erfahrung, das Alltägliche (wie Vertrautes, Normales, Vorhersehbares und Kontrollierbares) und das Außeralltägliche (wie Unbekanntes, Gefährliches, Lebensbedrohliches, Unerwartetes), wobei Religion psychologisch auf diesen Krisenerfahrungen basiere, da das Außeralltägliche, Unbeherrschbare übermenschlichen oder übernatürlichen Mächten zugeschrieben werde. Marett erfasst diese Grundlage von Religion im Begriffspaar Mana-Tabu und prägte den Begriff des Animatismus. Die außeralltägliche Erfahrung oder Begegnung mit einer übermenschlichen Macht erzeuge die Idee von Mana, während Tabu den Aspekt von Furcht und Kontaktvermeidung aufgrund von Gefahr beschreibt. Die Religion diene damit der Bewältigung von Krisen und die existenzielle Situation werde in allen Gesellschaften kulturell und sozial geformt. Die Praktiken zur Kommunikation mit den Mächten oder ihrer Manipulation würden routinisiert und stereotypisiert und somit zum Ritual. Nach Marett sind Religion und Magie auch nicht anhand kognitiver Kategorien zu unterscheiden, sondern nur anhand der sozialmoralischen Bewertung. In den Gesellschaften werde unterschieden zwischen erwünschten und sozial förderlichen und unerwünschten und anti-sozialen Praktiken. Die sozial förderlichen Praktiken werden als Religion bewertet, die anti-sozialen als Magie. Im Laufe der religiösen Entwicklung setzt nach Marett eine zunehmende Ethisierung von Religion ein, die sich mit fortschreitender Reflexion und Individualisierung ausbilde.
Obwohl Marett zu seiner Zeit international rezipiert wurde, spielt er in der zeitgenössischen Religionswissenschaft keine Rolle mehr, da seine Prämissen heutzutage überholt und inakzeptabel sind. Maretts Werk ist geprägt von der Annahme, die westliche Zivilisation sei der Höhepunkt der Evolution, und seine Konzepte basieren auf Wertungen, die von einer religiösen Höherentwicklung ausgehen, die er mit zunehmender Intellektualisierung und Ethisierung von Religion gleichsetzt (siehe auch: Sackgassen der ethnologischen Religionsforschung).

## Bibliographie
- The Threshold of Religion (1900, 2. erw. Auflage 1914, Essays, enthält Preanimistic Religion, Digitalisat)
- Origin and Validity in Ethics (1902)
- The Birth of Humility (1910)
- Anthropology (1912)
- Progress and History (1916)
- Psychology and Folklore (1920)
- The Diffusion of Culture (1927)
- Man in the Making: An Introduction to Anthropology (1928)
- The Raw Material of Religion (1929)
- Faith, Hope and Charity in Primitive Religion (1930–1932)
- Sacraments of Simple Folk (1930–1932)
- Head, Heart and Hands in Human Evolution (1935; Neufassung 1937)
- Tylor (1936, Biographie)
- A Jerseyman at Oxford (1941, Autobiographie)